# Wachtberg
Wachtberg település Németországban, azon belül Észak-Rajna-Vesztfália tartományban. Lakosainak száma 20 670 fő (2023. december 31.).

## Népesség
A település népességének változása:
| Lakosok száma | 15 911 | 20 251 | 20 414 | 20 391 | 20 581 | 20 670 |
|               | 1975   | 2017   | 2019   | 2021   | 2022   | 2023   |